# 氟硒酸
氟硒酸是一种无机化合物，化学式为HSeO3F，它是粘稠的发烟液体，在水中迅速水解。在水中直接氟化亚硒酸不能得到氟硒酸，而需通过三氧化硒和无水氟化氢的反应来制备。它是氟磺酸和三氧化硒反应得到二氟二氧化硒的中间体。